# Puerto Rico International 2010
Die Puerto Rico International 2010 im Badminton fanden vom 4. bis zum 7. November 2010 in San Juan statt.

## Sieger und Platzierte
| Disziplin    | Gold                                 | Silber                          | Bronze                        |
| ------------ | ------------------------------------ | ------------------------------- | ----------------------------- |
| Herreneinzel | Wisnu Haryo Putro                    | Pedro Martins                   | Ilian Perez                   |
| Herreneinzel | Wisnu Haryo Putro                    | Pedro Martins                   | Arnold Setiadi                |
| Dameneinzel  | Agnese Allegrini                     | Joycelyn Ko                     | Michelle Li                   |
| Dameneinzel  | Agnese Allegrini                     | Joycelyn Ko                     | Cee Nantana Ketpura           |
| Herrendoppel | Toby Ng Jon Vandervet                | Sameera Gunatileka Vincent Nguy | Adrian Liu Derrick Ng         |
| Herrendoppel | Toby Ng Jon Vandervet                | Sameera Gunatileka Vincent Nguy | Christopher Flores Lino Muñoz |
| Damendoppel  | Nicole Grether Charmaine Reid        | Cristina Aicardi Claudia Rivero | Alexandra Bruce Michelle Li   |
| Damendoppel  | Nicole Grether Charmaine Reid        | Cristina Aicardi Claudia Rivero | Telma Santos Maja Tvrdy       |
| Mixed        | Leonard Holvy de Pauw Grace Peng Yun | Derrick Ng Phyllis Chan         | Toby Ng Grace Gao             |
| Mixed        | Leonard Holvy de Pauw Grace Peng Yun | Derrick Ng Phyllis Chan         | Adrian Liu Joycelyn Ko        |